# Bassano Volley
 (décembre 2024).
Si vous disposez d'ouvrages ou d'articles de référence ou si vous connaissez des sites web de qualité traitant du thème abordé ici, merci de compléter l'article en donnant les références utiles à sa vérifiabilité et en les liant à la section « Notes et références ».
Pour les articles homonymes, voir Bassano.
Volley Bassano est le club de volley-ball masculin de la ville de Bassano del Grappa dans la province de Vicence, en Vénétie. Il évolue au deuxième niveau national (Serie A2).

## Historique
Fondé une première fois en 1982, Volley Bassano a été recréé en 1999, à la suite de la fusion avec un autre club de la région de Vicence. Il a changé plusieurs fois de nom en raison de changements de sponsors principaux.

## Palmarès
Néant.

## Effectif de la saison en cours
Entraîneur : Enzo Valdo  Italie ; entraîneur-adjoint : Mirco Dalla Fina  Italie
| Numéro | Nom                    | Taille | Nationalité       |
| ------ | ---------------------- | ------ | ----------------- |
| 1      | Steven SHITTU          | 2,00   | Belgique/ Nigeria |
| 3      | Mario PIANESE          | 1,91   | Italie            |
| 4      | Carmelo GITTO          | 2,04   | Italie            |
| 5      | Matteo PAGOTTO         | 1,85   | Italie            |
| 6      | Fabio CANELLA          | 1,90   | Italie            |
| 7      | Davide DAL MOLIN       | 1,98   | Italie            |
| 8      | Eros GUARISE           | 2,02   | Italie            |
| 9      | Ronaldo ROYAL HENRIQUE | 1,94   | Brésil            |
| 10     | Bogdan OLTEANU         | 1,97   | Roumanie          |
| 11     | Carlo CASTELLANI       | 2,00   | Italie            |
| 13     | Mirko DALLA LIBERA     | 2,02   | Italie            |
| 17     | Mirco GUIDOLIN         | 1,98   | Italie            |

## Joueurs majeurs
- Javier González lors de la saison 2006-2007[1].